# Volker Fahlbusch
Volker Fahlbusch (* 22. Februar 1934 in Celle; † 30. Oktober 2008 in München) war ein deutscher Wirbeltier-Paläontologe und Professor an der Ludwig-Maximilians-Universität München (LMU). Er befasste sich mit fossilen Säugetieren, vornehmlich mit fossilen Nagetieren, von denen er mehrere erstmals wissenschaftlich beschrieb.
Nach dem Abitur in Celle und einem Praktikum bei Mobil Oil (heute „ExxonMobil“) in der Erdölsuche studierte Fahlbusch Geologie an der Universität Göttingen und der Universität München mit einer Diplomarbeit über die Nördlichen Kalkalpen 1960. Danach wandte er sich unter Richard Dehm der Paläontologie der Säugetiere zu, und speziell fossilen Hamstern (Cricetiden) aus Funden im Tertiär der Süßwassermolasse Bayerns, worüber er 1964 promoviert wurde. Er lehrte danach am Institut für Paläontologie. 1965 war er ein halbes Jahr am Carnegie Museum of Natural History in Pittsburgh, wo er mit Mary R. Dawson und Craig Black in den Rocky Mountains wissenschaftliche Grabungen durchführte. 1968 wurde er Research Associate des Carnegie Museums. Er habilitierte sich 1969 in München (Populationsverschiebungen bei tertiären Nagetieren, eine Studie an oligozänen und miozänen Eomyidae Europas) und war danach Privatdozent und später Professor an der Universität (unter der Bayerischen Staatssammlung). 1977 bis 1979 war er Dekan der Fakultät für Geowissenschaften. Einen Ruf nach Mainz 1979 als Nachfolger von Heinz Tobien lehnte er ab.
Er untersuchte insbesondere die Stammesgeschichte und Biostratigraphie fossiler Nager im Tertiär in Europa auf der Grundlage ihrer Zähne. An der Etablierung einer entsprechenden Biostratigraphie des Neogens in Europa war er wesentlich beteiligt und organisierte zwei Konferenzen dazu (1988, 1992, Schloss Reisensburg bei Günzburg).
Außerdem erschloss er in jahrzehntelangen Grabungskampagnen (beginnend Anfang der 1960er Jahre unter Dehm) die bedeutende miozäne Fundstelle von Sandelzhausen. 2005 organisierte er hierzu ein Symposium im nahen Mainburg.
Seit den 1980er Jahren arbeitete er auch mit dem IVPP in Peking in Ausgrabungen in der Inneren Mongolei zusammen (in Ertemte, Harr Obo).
Er war im Beirat der Paläontologischen Gesellschaft (in der er 1974 der Ko-Gründer des Arbeitskreises Wirbeltier-Paläontologie war), in der Sub-Kommission für Tertiär-Stratigraphie und im Beirat der Grube Messel.
Er war seit 1964 verheiratet und hatte eine Tochter.

## Schriften
- Volker Fahlbusch, Renate Liebreich, Freunde der Bayerischen Staatssammlung für Paläontologie und historische Geologie München e. V. (Hrsg.): Hasenhirsch und Hundebär: Chronik der tertiären Fossil-Lagerstätte Sandelzhausen bei Mainburg. Verlag Dr. Friedrich Pfeil, München 1996